# Tweetie
Tweetieは、twitterのクライアントの1つである。iPhone、iPod touch、iPadで動作するモバイル版と、Mac OS X Leopard(10.5)、Snow Leopard(10.6)、Lion(10.7)で動作するデスクトップ版がある。
2010年4月9日にTwitter社によって買収され、iOSとMacの公式クライアントとして再リリースされた。

## 歴史
Tweetie 2.0 for iPhoneは、 Pull-to-refresh（画面を下に引っ張って更新）インターフェースを導入した最初のアプリだった。TwitterのMac OS X版には、モバイル版と同じ機能が多数あった。広告が表示される無料版のほかに有料版があり、iOS版とOS X版はそれぞれ2.99ドル、19.95ドルでだった。Mac版のベータ版は、公式リリースの1週間前にトレントサイトDemonoidに流出した。

## Twitter社による買収
2010年4月9日、Twitter社はTweetieを買収したと発表した。Twitterは、公式のTwitterブランドのモバイル版アプリがないので買収したと述べた。Tweetieは"Twitter for iPhone"に名称を変更して、2010年5月17日にリリースされた。Tweetieの創設者ローレン・ブライターはTwitterのモバイル部門に参加し、Twitter for iPadの立ち上げを支援した。
2011年1月6日、TwitterはTweetieのデスクトップ版を買収し、その名称を"Twitter for Mac"に変更したと発表した。同日、その日に開設されたMac App StoreでTwitter for Macがリリースされた。2013年5月21日、Tweetieに関連する特定の特許はTwitterを守るために使用されることはないと発表した。